# Lazarim
Lazarim é uma vila portuguesa sede da Freguesia de Lazarim do Município de Lamego, freguesia com 16,54 km² de área e 407 habitantes (censo de 2021), tendo, assim, uma densidade populacional de 24,6 hab./km².
A povoação de Lazarim foi elevada à categoria de vila em 1995. Encontra-se a 6 km de Tarouca.
Fez parte do extinto concelho de Castro Rei. Foi vila e sede de concelho entre no século XVIII, extinto em 1834. Era constituído pelas freguesias de Lazarim e Meijinhos. Pertenceu ao concelho de Tarouca até 1896.
A sua igreja paroquial, dedicada ao Arcanjo São Miguel, possui um muito valioso tecto pintado, onde se representam Anjos e Arcanjos, entre outras figuras sacras. É coroado pelo brasão esculpido em pedra da família Vasconcelos de Alvarenga, patronos desta igreja, desde o reinado de El-Rei Dom Dinis.

## Demografia
Nota: Nos anos de 1864 a 1878 tinha anexada a freguesia de Meijinhos, que foi desanexada por decreto de 08/11/1888. Nos censos de 1864 a 1890 fazia parte do concelho de Tarouca. Passou a pertencer ao atual concelho por decreto de 26/06/1896.
A população registada nos censos foi:
| Distribuição da População por Grupos Etários | Distribuição da População por Grupos Etários | Distribuição da População por Grupos Etários | Distribuição da População por Grupos Etários | Distribuição da População por Grupos Etários |
| -------------------------------------------- | -------------------------------------------- | -------------------------------------------- | -------------------------------------------- | -------------------------------------------- |
| Ano                                          | 0-14 Anos                                    | 15-24 Anos                                   | 25-64 Anos                                   | > 65 Anos                                    |
| 2001                                         | 109                                          | 119                                          | 291                                          | 167                                          |
| 2011                                         | 56                                           | 61                                           | 246                                          | 158                                          |
| 2021                                         | 25                                           | 36                                           | 197                                          | 149                                          |

## Património
- Aldeia de Antas de Mazes[7]
- Igreja Paroquial de São Miguel de Lazarim
- Centro Interpretativo da Máscara Ibérica

## Entrudo de Lazarim
Em Lazarim celebra-se o carnaval, que é considerado o Entrudo mais tradicional de Portugal.
A festa é caraterizada pelos Caretos, cortejo etnográfico, e testamentos satíricos, numa licenciosidade vinda de tempos em que tudo era vivido em clandestinidade, confrontando a autoridade institucional e religiosa vigente.
Os caretos usam máscaras de madeira de amieiro com fisionomias de traças zoomórficas.